# Directivă pentru tratamentul comisarilor politici

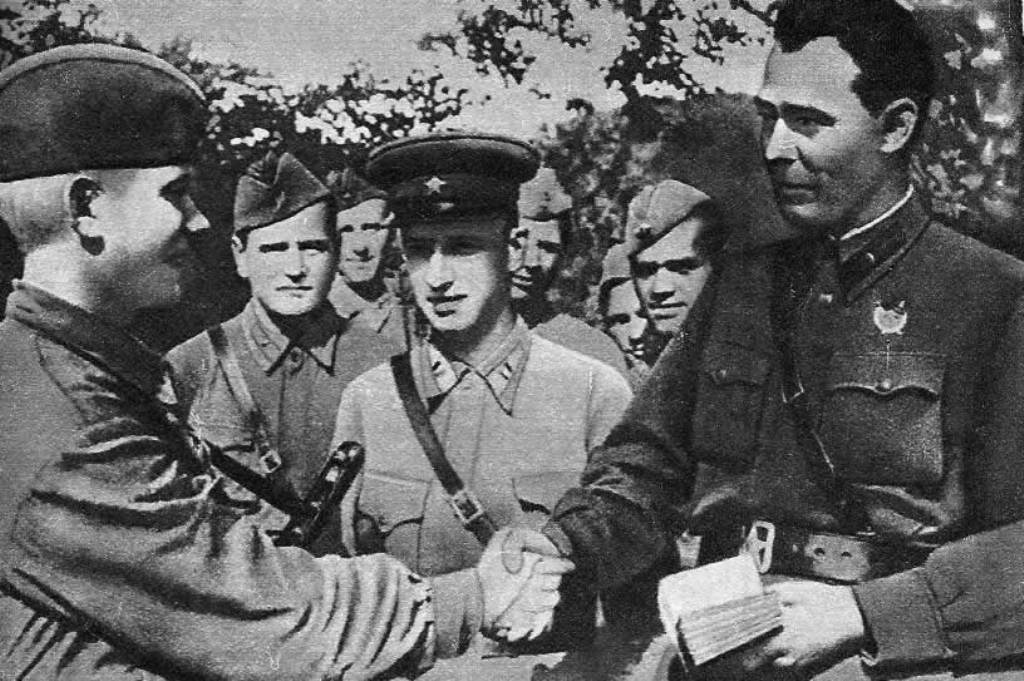
Comisarul politic de brigadă Leonid Brejnev (în dreapta) înmânează carnetul de membru al Partidului Comunist unui soldat sovietic (1942)

Directivă pentru tratamentul comisarilor politici (în germană: Richtlinien für die Behandlung politischer Kommissare), cunoscut și ca Ordinul Comisarului (Kommissarbefehl), a fost un ordin emis de Adolf Hitler în martie 1941, în perioada de pregătire a Operațiunii Barbarossa. Acest ordin prevedea ca toți comisarii politici sovietici identificați în rândul prizonierilor să fie executați pe loc pentru rolul jucat în răspândirea comunismului și întărirea rolului Partidului Comunist în rândurile armatei.
Acest ordin prevedea ca toți acei prizonieri identificați ca fiind „complet bolșevizați sau reprezentanți activi ai ideologiei bolșevice” să fie uciși.

## Istoric

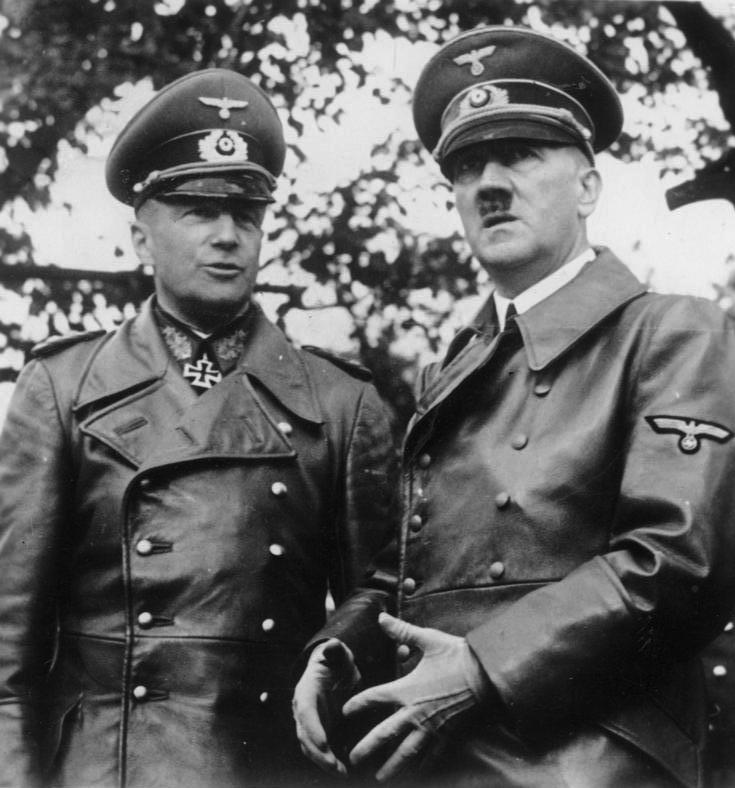
Von Brauchitsch și Adolf Hitler la Varșovia în octombrie 1939

Hitler a emis acest ordin la o întâlnire a principalilor comandanți militari în martie 1941. Hitler a susținut că războiul împotriva Uniunii Sovietice „nu poate fi purtat într-o manieră cavalerească” datorită faptului că era un război al „diferențelor ideologice și rasiale”. El a declarat de asemenea că toți comisarii politici trebuie „lichidați” fără milă, deoarece sunt „purtătorii ideologiilor opuse direct național-socialismului”. Hitler era perfect conștient de faptul că ordinul său era ilegal, dar a absolvit în avans pe orice soldat care viola legile internaționale ducând la îndeplinire ordinul Fuhrerului. El s-a bazat în mod greșit pe presupunerea că sovieticilor nu li se aplică prevederile Convențiilor de la Haga, de vreme ce URSS nu le semnase. Adevărul este că Rusia imperială, predecesoarea URSS, fusese semnatară a Convențiilor.
Generalii prezenți la întâlnire nu au fost de acord cu ordinul, dar nu au avut curajul să protesteze în fața lui Hitler. Erich von Manstein, în mărturia sa de la Procesul de la Nürnberg, a spus că, în momentul când i-a fost adus la cunoștință ordinul, a fost pentru prima oară când s-a simțit sfâșiat între concepțiile ostășești și supunerea datorată superiorului. În ciuda faptului că generalii nu au îndrâznit să obiecteze în fața lui Hitler, ei au protestat în mod vehement în fața feldmareșalului Walter von Brauchitsch. La rândul lui, Brauchitsch nu s-a simțit capabil să revoce ordinul, în schimb a emis un nou ordin prin care se cerea menținerea disciplinei ca și până atunci.

Prim versiune a Ordinului Comisarului a fost emisă de generalul Eugen Müller pe 6 mai 1941 și cerea împușcarea tuturor comisarilor pentru a-i împiedica să ajungă în lagărele de prizonieri din Germania. Istoricul german Hans-Adolf Jacobsen a notat: 
 „Nu a existat vreodată vreun dubiu în mințile comandanților armatei germane că ordinul  nu lua în considerație în mod deliberat dreptul internațional;  acest lucru este susținut de numărul neobișnuit de mic de copii scrise ale Kommissarbefehl care au fost distribuite.”
Paragraful prin care generalul Müller cerea comandanților armatei să prevină „excesele” a fost îndepărtat la cererea OKW-ului. Brauchitsch a modificat ordinul pe 24 mai 1941, reatașând paragraful lui Müller și adăugând unul nou, prin care cerea menținerea disciplinei în armată în impunerea ordinului. Forma finală a ordinului a fost emisă de OKW pe 6 iunie 1941 și a fost destinată doar celor mai importanți comandanți, care au fost instruiți să își informeze subordonați exclusiv verbal.
Punerea în aplicare a Ordinului Comisarului a condus la executarea sumară a mii de sovietici. Istoricul german Jürgen Förster nota în 1989 că acest lucru nu este adevărat, de vreme ce majoritatea comandanților germani pretind în memoriile lor că ordinul nu a fost executat. Ce este sigur este faptul că anumiți generali germani au refuzat să execute ordinul. De exemplu, mareșalul Manstein a decis că ordinul este „împotriva onoarei unui militar” și a cerut subordonaților săi să nu îl aplice. Pe 23 septembrie 1941, după ce mai mulți comandanți ai Wehrmachtului au cerut modificarea ordinului pentru a îi încuraja pe soldații Armatei Roșii să se predea, Hitler a respins orice îndulcire a tratamentului aplicat comisarilor politici.
Când prevederile Ordinului Comisarului au ajuns să fie cunoscute în tabără sovietică, ele nu au făcut decât să întârzie sau chiar să anuleze orice tentativă de capitulare a soldaților sovietici. Acest efect nedorit a fost folosit în apelurile repetate ale comandanților germani (de exemplu ale lui Claus von Stauffenberg) făcute la Hitler pentru modificarea ordinului. Hitler a anulat acest ordin pe 6 mai 1942. Problema acestui ordin a fost dezbătută pe larg în timpul ședințelor Tribunalului de la Nürnberg ca parte a discuțiilor cu privire la obligativitatea supunerii la ordinele lui Hitler, chiar și când acestea erau în mod evident ilegale.

## Vedeți și
- Ordinul comandoului
- Crime de război naziste împotriva prizonierilor de război sovietici

## Resurse internet
- Der Kommissarbefehl (în germană) Arhivat în 6 februarie 2005, la Wayback Machine.
- History of the Holocaust  - conține și o traducere a Ordinului Comisarului în engleză
- "Fuhrer-Erlasse" 1939-1945 (über die Ausübung der Kriegsgerichtsbarkeit im Gebiet „Barbarossa“)